# Théâtre américain de la Seconde Guerre mondiale
Seconde Guerre mondiale
Batailles
Europe
- Pologne
- Drôle de guerre
- Guerre d'Hiver
- Danemark et Norvège
- France et Benelux
- Angleterre
- Balkans
- Front de l'Est
- Finlande
- Sicile
- Italie
- Laponie
- Front de l'Ouest (1944-1945)

Asie-Pacifique
- Chine
- Océan Pacifique
- Indochine française
- Asie du Sud-Est
- Birmanie et Inde
- Pacifique Sud-Ouest
- Japon
- Mandchourie et Corée du Nord

Méditerranée et Moyen-Orient
- Afrique du Nord
- Afrique de l'Est
- Mer Méditerranée
- Mer Adriatique
- Malte
- Yougoslavie
- Irak
- Syrie-Liban
- Iran
- Italie
- Dodécanèse
- Sud de la France

Autres campagnes
- Océan Atlantique
- Océan Arctique
- Bombardements stratégiques
- Amériques
- Afrique occidentale française
- Océan Indien

Coup d'État
- Yougoslavie
- Irak
- Italie
- Roumanie
- Bulgarie
- Hongrie

Le théâtre américain de la Seconde Guerre mondiale était une zone d'opérations mineure, en raison de son éloignement des zones de guerre européennes et asiatiques.

## Opérations allemandes

### Bataille du Rio de la Plata

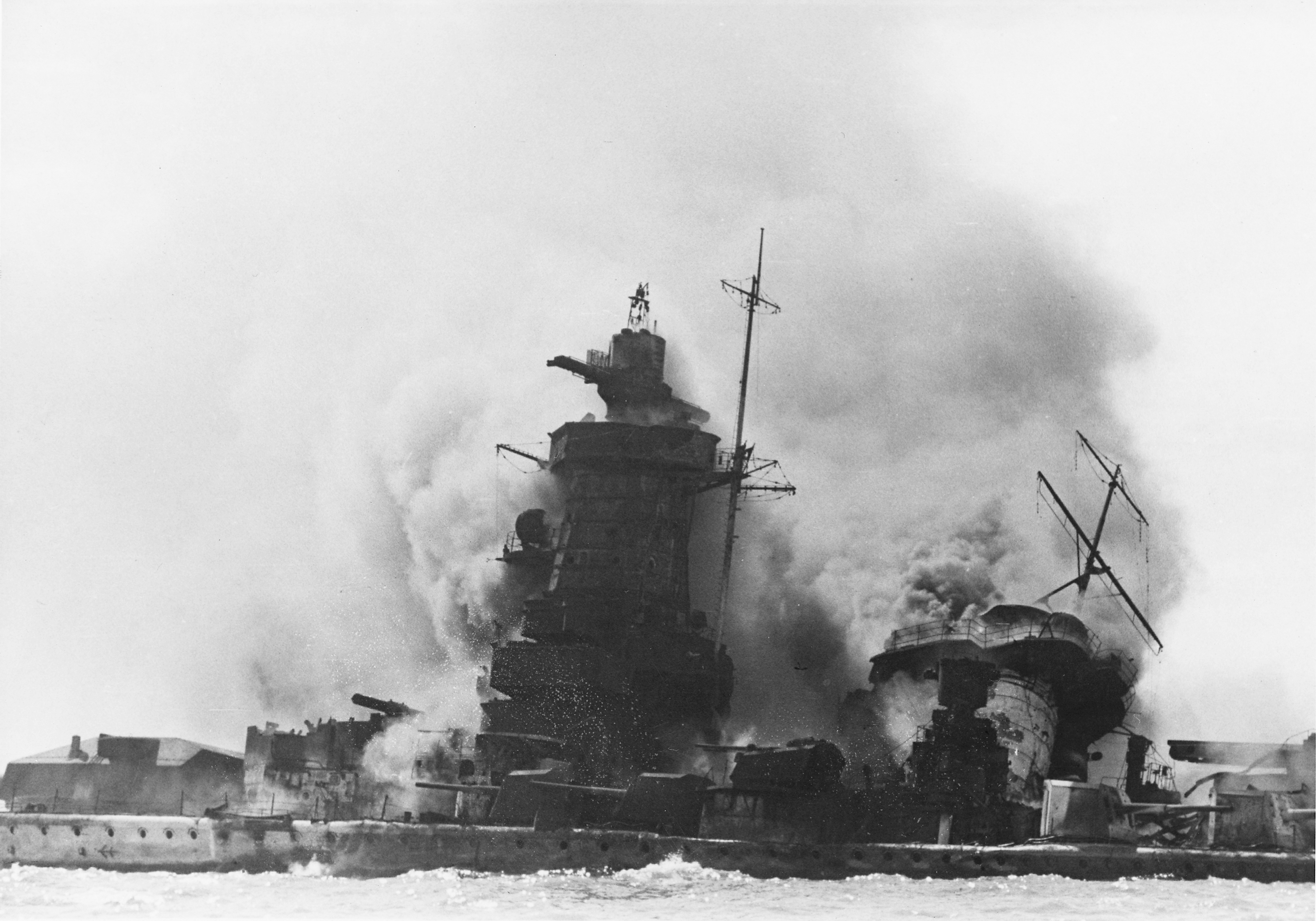
Le cuirassé allemand Graf Spee sabordé.

La première bataille navale importante fut disputée le 13 décembre 1939 sur le Río de la Plata, un estuaire situé entre l'Argentine et l'Uruguay. Le cuirassé de poche allemand Admiral Graf Spee repoussa une attaque des croiseurs britanniques HMS Exeter, HMS Ajax et HMS Achilles, mais le capitaine Hans Langsdorff décida de le saborder. La visibilité de l'événement, qui se déroula sous les yeux de la population uruguayenne, ainsi que les décisions du commandant allemand, suscitèrent de nombreux débats et réactions.

### Bataille du Saint-Laurent

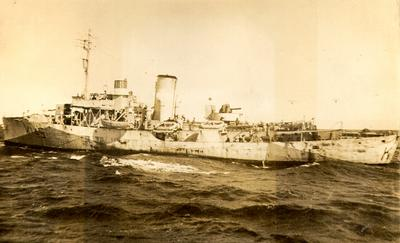
La corvette canadienne NCSM Arrowhead durant la bataille du Saint-Laurent.

La bataille du Saint-Laurent (ou bataille du golfe du Saint-Laurent) est un épisode de la bataille de l'Atlantique qui opposa, de 1942 à 1944, les sous-marins (U-Boots) allemands de l'amiral Karl Dönitz à la Marine royale canadienne et à ses alliés dans le fleuve et le golfe Saint-Laurent.
Dans la nuit du 11 au 12 mai 1942 à 15 kilomètres au nord de Pointe-à-la-Frégate (Cloridorme), le U-Boot U-553 affecté à l'opération allemande Paukenschlag sous le commandement du capitaine Karl Thurmann attaque et coule le Nicoya, un navire marchand britannique qui transportait du ravitaillement à partir de Montréal, entraînant dans la mort six membres d'équipage. Le lendemain, au large de Rivière-de-la-Madeleine, il envoya par le fond un navire hollandais affrété par le ministère du Transport de guerre britannique, le Leto, tuant dix marins.
Dans les jours qui suivirent ces attaques, l'Aviation royale du Canada (ARC) envoya des renforts à Mont-Joli et déplaça le 117e escadron (bombardement et reconnaissance), équipé de Canso et de Catalina, à North Sydney (Nouvelle-Écosse). Un détachement fut installé à Gaspé.
Le 6 juillet, le convoi QS-15 (Québec-Sydney) est attaqué par l'U-132 du capitaine Ernst Vogelsang et voit trois de ses douze navires coulés en moins de trente minutes. Deux sont des navires britanniques (le Dinaric et le Hainaut) et l'autre est grec (l'Anastassios Pateras). Le sous-marin fut chassé par le navire d'escorte, le dragueur de mines de classe Bangor, NCSM Drummondville mené par le lieutenant J.P. Fraser qui lança une série d'attaques à la grenade sous-marine. Quatre chasseurs Curtiss Kittyhawk du 130e escadron basé à Mont-Joli se lancèrent à la recherche du U-boot. Le commandant d’aviation J.A.J. Chevrier qui dirigeait cette mission n'en revint jamais, son appareil fut porté disparu.

### Débarquements aux États-Unis

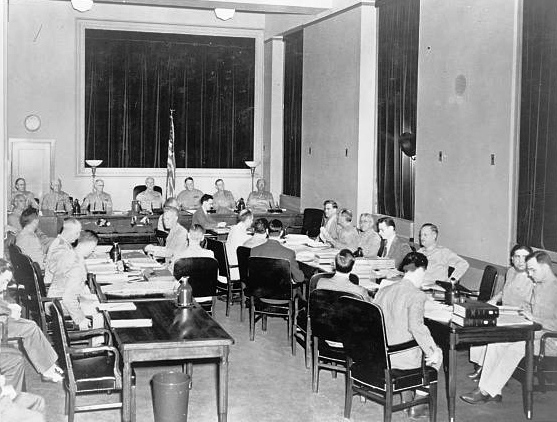
Le procès des saboteurs nazis à Washington D.C, juillet 1942.

L'opération Pastorius fut un plan de sabotage par des agents allemands infiltrés aux États-Unis pendant la Seconde Guerre mondiale. L'opération se déroula en juin 1942 mais elle échoua rapidement. L'opération fut nommée ainsi par l'amiral Wilhelm Canaris, chef de l'Abwehr, du nom de Francis Daniel Pastorius, qui mena la première installation de colons allemands en Amérique.
Pour cette opération, huit agents ayant vécu aux États-Unis furent recrutés. Deux d'entre eux, Ernest Burger et Herbert Haupt étaient des citoyens américains. Les six autres, George John Dasch (en), Edward John Kerling, Richard Quirin, Heinrich Harm Heinck, Hermann Otto Neubauer et Werner Thiel avaient occupé différents emplois aux États-Unis.
Leur mission était de saboter différents sites industriels, de transport ou de production d'énergie aux États-Unis, jugés stratégiques : barrage hydroélectrique de Niagara Falls, usines de l'Alcoa (Aluminum Company of America) dans l'Illinois, le Tennessee et à New York, écluses de la rivière Ohio près de Louisville, la Horseshoe Curve, passage important d'une voie de chemin de fer à Altoona en Pennsylvanie et des ateliers de chemin de fer à Altoona, une usine de cryolite à Philadelphie, le Hell Gate Bridge à New York et la Pennsylvania Station à Newark dans le New Jersey.
Ces agents reçurent une formation rapide aux techniques de sabotage, ils se virent remettre environ 175 000 dollars et embarquèrent à bord de deux U-boot allemands.
Le 13 juin 1942, le premier sous-marin, le U-202 Innsbruck s'approcha de la côte à Amagansett, à environ 184 km à l'est de la ville de New York, sur Long Island. Il débarqua George Dasch, qui était le chef de l'équipe et trois autres saboteurs (Burger, Quirin et Henck). Les agents arrivèrent à la côte en uniforme militaire de façon à être considérés comme prisonniers de guerre et non comme espions s'ils étaient capturés. Ils apportèrent avec eux et enterrèrent assez d'explosifs, d'amorces et d'engins incendiaires pour mener deux ans d'opérations. Le groupe ne s'était pas encore complètement changé avec des vêtements civils quand un garde-côte américain, non armé, John C. Cullen, les repéra. Un des agents essaya de le corrompre mais Cullen retourna à sa station de garde-côte et reporta sa découverte à ses supérieurs. Entre-temps, les agents allemands avaient pris un train pour New York.
Le second sous-marin, le U-584, débarqua les quatre autres membres de l'équipe à côté de Kerling, à Ponte Vedra Beach en Floride, au sud de Jacksonville le 16 juin 1942. Sans incident, ils entamèrent leur mission en prenant le train pour Chicago et Cincinnati. Mais à New York, Dasch et Burger firent défection. Dasch alla à Washington DC et se rendit au FBI, les autres membres de l'équipe ignorant cette trahison. Dans les quinze jours qui suivirent, Burger et six autres agents furent arrêtés et les huit furent jugés par un tribunal militaire sur instructions spécifiques du président américain Franklin D. Roosevelt.

### Opération Bolívar
L’opération Bolívar est le nom de code d'une d'opération menée par le Sicherheitsdienst en Amérique latine entre 1940 et 1945. Elle visait à collecter et à transmettre des informations clandestines d'Amérique latine vers l'Europe. Dans l'ensemble, les Allemands ont réussi à établir un réseau secret de communications radio à partir de leur poste de contrôle en Argentine, ainsi qu'un système de messagerie impliquant l'utilisation de navires marchands espagnols pour l'envoi de renseignements. Toutefois, les autorités argentines ont arrêté la plupart des espions allemands opérant dans leur pays à la mi-1944, mettant fin à l'opération. De plus, les informations recueillies au cours de Bolívar ont vraisemblablement été plus utiles pour les Alliés, que pour l'Allemagne, ceux-ci ayant intercepté la plupart des transmissions secrètes.

### Opérations des U-Boot

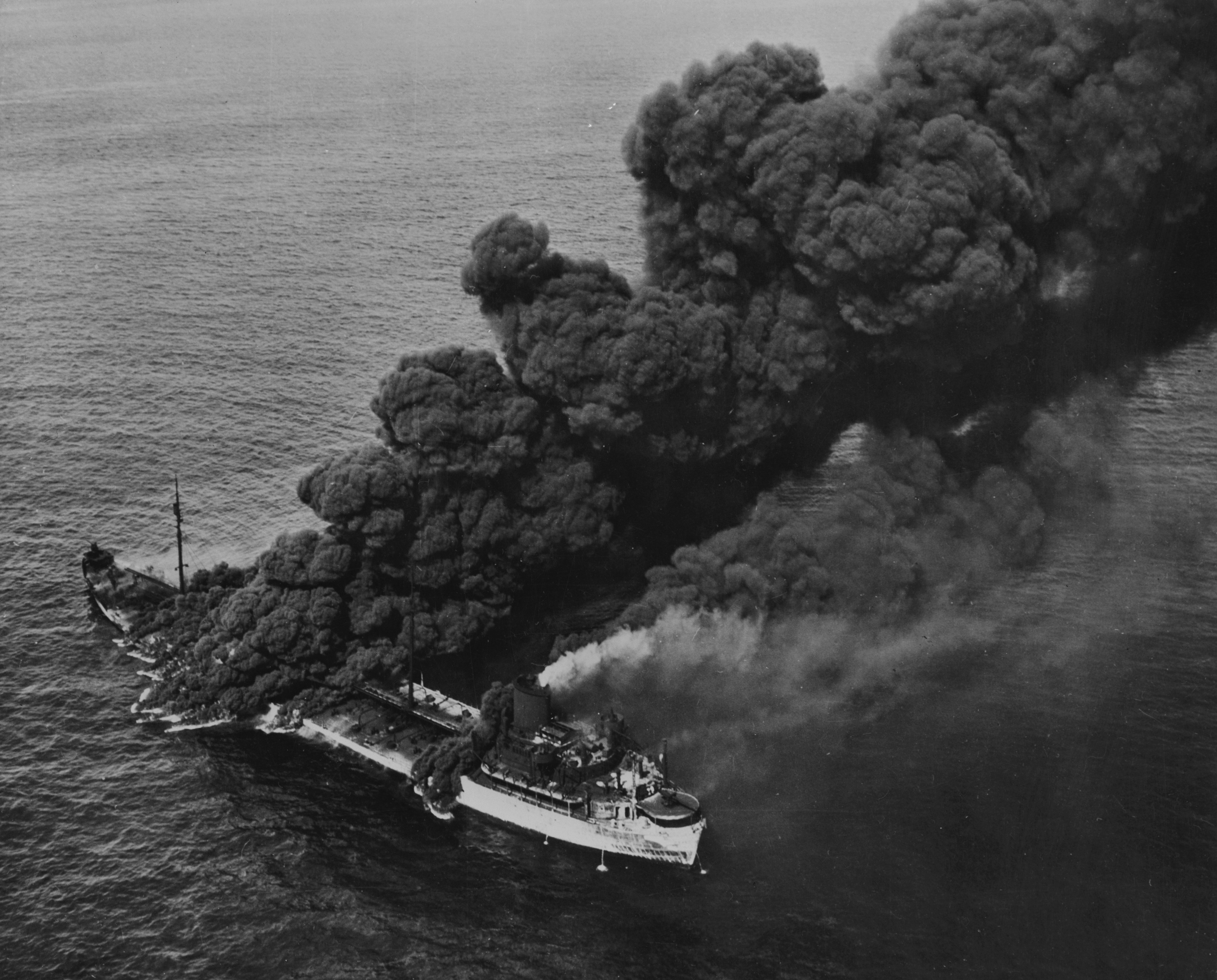
Le pétrolier SS Pennsylvania Sun torpillé par le U-571

L'opération Paukenschlag (ou Drumbeat pour les Alliés) est le nom donné à l'attaque de la côte Est des États-Unis par des U-Boot allemands pendant la Seconde Guerre mondiale. Opération qui s'inscrivait dans le cadre de la seconde bataille de l'Atlantique, elle fut surnommée la « saison de chasse américaine » par les commandants des sous-marins allemands. En effet, de janvier à août 1942, la marine allemande profita de la faiblesse et de la désorganisation des défenses américaines pour couler 609 navires soit 3,1 millions de tonnes, en perdant seulement 22 U-boot. Pour cette raison, les sous-mariniers allemands qualifièrent cette période de « temps heureux » ou de « période dorée ».

### Opérations au Groenland

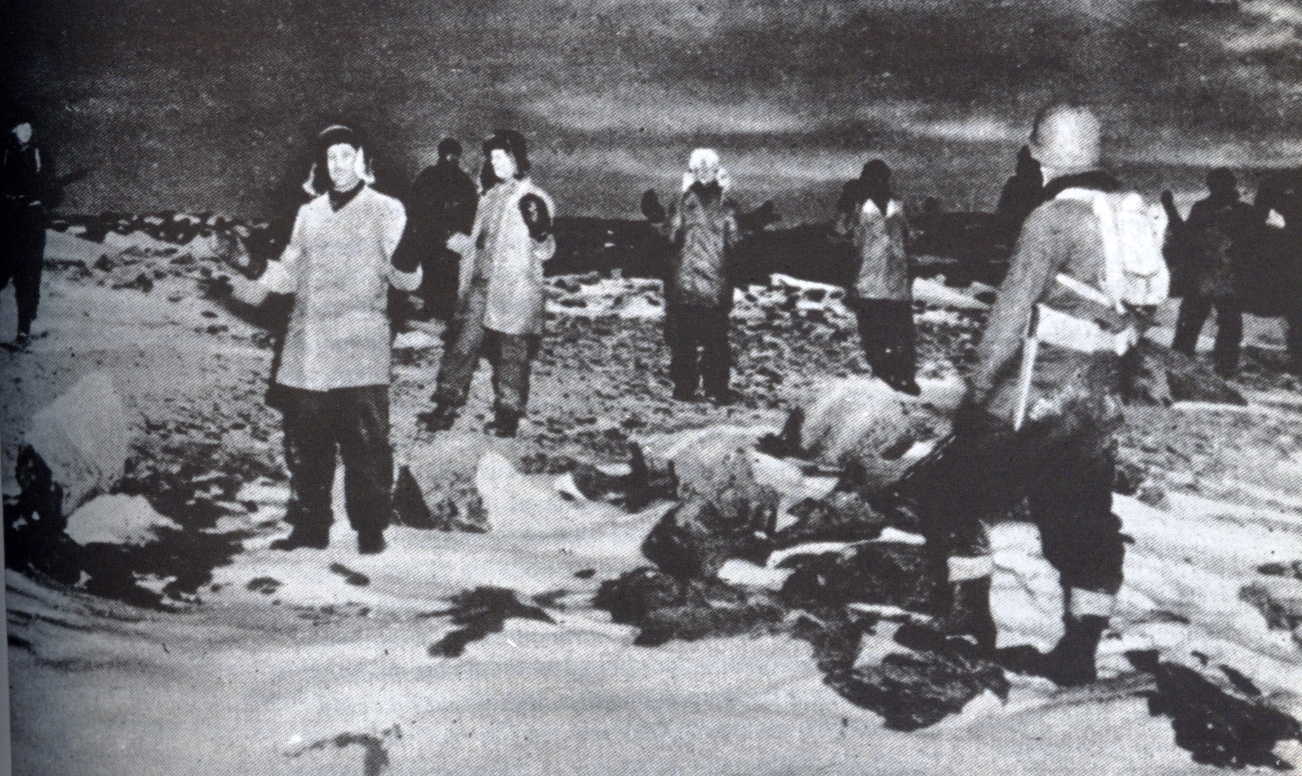
Membres de la station météo allemande Edelweiss II se rendant aux Américains, 4 octobre 1944.

Afin de prévenir une éventuelle invasion allemande du Groenland, une patrouille danoise consistant en 15 soldats (Siriuspatruljen) fut mise sur pied avec l'aide des États-Unis, dont le rôle était principalement la reconnaissance des côtes groenlandaises. Plusieurs patrouilleurs américains furent également envoyés afin de surveiller la côte est du Groenland, bien que leurs tâches furent très limitées en raison de la calotte glaciaire groenlandaise et du mauvais temps.
Les Allemands établirent un certain nombre de stations météorologiques secrètes sur la côte est de l'île, fournissant des informations météo pour la campagne des U-Boot en Atlantique et afin de prédire la situation météo sur le théâtre européen. Quelques escarmouches auront lieu entre les Alliés et les Allemands, aboutissant finalement à un retrait définitif allemand du Groenland.
Une première station est découverte en 1943 dans la baie de Hansa sur l'île de Sabine située au nord de l'île par la Siriuspatruljen. Elle est immédiatement détruite par des bombardiers de l'USAAF décollant d'Islande. Par ailleurs, pendant l'été 1943 et l'été-automne 1944, plusieurs stations météo allemandes en construction furent découvertes et détruites.
La dernière station météo allemande, Edelweiss II, est capturée le 4 octobre 1944 lorsque les troupes américaines débarquent du brise-glace USCGC Eastwind (WAGB-279) et font prisonniers les techniciens allemands (19 hommes). Le navire de transport allemand Externsteine, qui réapprovisionnait la station, est également capturé et sera remis en service dans l'United States Coast Guard, rebaptisé Eastbreeze.

## Opérations japonaises

### Attaque de Pearl Harbor

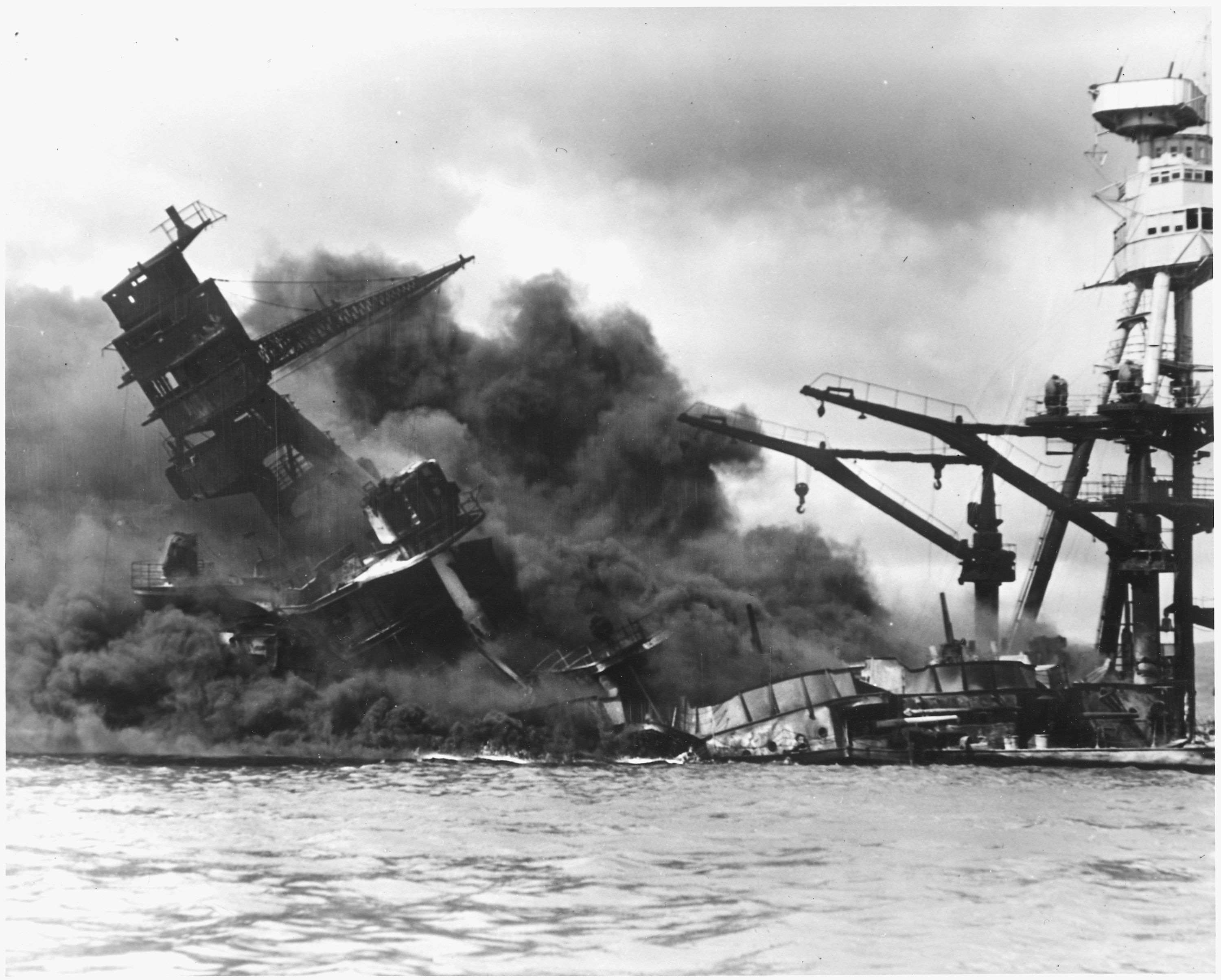
L' en train de couler.

L'attaque de Pearl Harbor, base navale américaine située sur l’île d’Oahu, dans l’archipel du territoire américain d’Hawaï, au cœur de l'océan Pacifique, fut ordonnée par l'empereur du Japon Hirohito en réaction à l'embargo sur le pétrole imposé par les États-Unis, et lancée par surprise le matin du 7 décembre 1941 par le Service aérien de la Marine impériale japonaise contre la flotte américaine du Pacifique dans le port et d’autres forces qui stationnaient aux alentours.
Cette attaque s’inscrit dans la politique d’expansion impériale. L’anéantissement de la principale flotte de l'United States Navy devait permettre à l’empire du Japon d’établir sa sphère de coprospérité de la grande Asie orientale. Le quartier-général impérial souhaitait également répondre aux sanctions économiques prises par Washington en juillet 1941 après l'invasion de la Chine et celle de l'Indochine française par l'armée impériale japonaise.
À l'issue de l'attaque, conduite en deux vagues aériennes, les pertes américaines furent importantes : 2 403 morts et 1 178 blessés. Quatre navires de ligne, trois croiseurs, trois destroyers et 188 avions furent détruits. Cependant, beaucoup de navires purent être remis en état dans les mois qui suivirent, et les trois porte-avions américains du Pacifique, alors absents de Pearl Harbor, échappèrent à l'attaque. Les Japonais perdirent 64 hommes, 29 avions et cinq sous-marins de poche ; un marin fut capturé.
En moins de vingt-quatre heures, l'empire du Japon attaqua également les États-Unis aux Philippines et ouvrit les hostilités avec le Royaume-Uni, en envahissant Hong Kong et en débarquant en Malaisie.

### Bombardement d'Ellwood
Le bombardement d’Ellwood est l’attaque navale le 23 février 1942 par un sous-marin japonais de cibles côtières américaines près de Santa Barbara en Californie. Bien que les dégâts infligés fussent réduits, l’événement entraîna la crainte d’une invasion japonaise de la côte Ouest des États-Unis et eut une influence sur la décision d’interner les Japonais-américains. Ce fut aussi le premier bombardement subi par le territoire nord américain au cours du conflit.

### Fausse alerte de Los Angeles
La bataille de Los Angeles (appelée en anglais The Battle of Los Angeles ou encore The Great Los Angeles Air Raid) est le nom donné à un événement survenu dans la nuit du 24 au 25 février 1942, au-dessus de Los Angeles, Californie, aux États-Unis. La DCA ouvrit le feu pendant plusieurs heures, en réponse au repérage de plusieurs objets volants non identifiés dans le ciel de Los Angeles. Initialement, les autorités pensaient qu'il s'agissait d'une attaque de l'aviation japonaise comme ce fut le cas à Pearl Harbor, quelques mois plus tôt. Le Secrétaire à la Marine des États-Unis Frank Knox déclara cependant par la suite en conférence de presse qu'il s'agissait d'une « fausse alerte ».
Les Japonais déclarèrent à la fin de la guerre qu'ils n'avaient jamais envoyé d'avions au-dessus de Los Angeles. Le mystère entourant les événements ce soir là fut prétexte à de nombreuses rumeurs, dont les plus communes rapportent la présence d'OVNI extraterrestres et fait de cet incident un phénomène ufologique.

### Attaque sur Estevan Point
Le 20 juin 1942 le sous-marin japonais I-26 sous le commandement de Yokota Minoru fait surface non loin du phare d'Estevan Point situé sur l'île de Vancouver sur la côte ouest du Canada. Le navire fait feu de sa pièce de 140 mm mais ne touche pas directement le phare et aucun dommage important n'est causé malgré les 25 à 30 obus tirés. Bien qu'aucune victime ne soit à déplorer, la décision ultérieure d'éteindre la lumière du phare eut de très mauvaises conséquences sur l'activité maritime.

### Bombardement de Fort Stevens

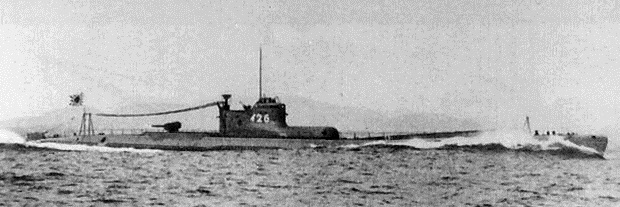
Le sous-marin japonais I-25.

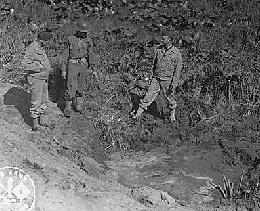
Soldats observant un cratère d'obus de 140 mm après l'attaque japonaise.

Le I-25 est un sous-marin japonais avec 97 membres d'équipage qui s'est vu attribuer la mission de couler des navires dans les eaux côtières américaines et d'attaquer les installations de défenses américaines sur le littoral Pacifique à l'aide de son canon de 140 mm et de son hydravion embarqué. Le 21 juin 1942, une journée à peine après l'attaque du I-26 sur la côte ouest canadienne, le sous-marin fait surface à l'embouchure du fleuve Columbia avec comme objectif le Fort Stevens. La plupart des tirs touchent un terrain de baseball et un marécage à proximité. Mais deux tirs atteignent le fort, un obus tombe près de la batterie Russell et un autre à côté d'une casemate en béton. Un bombardier A-29 Hudson de l'USAAF vient attaquer le navire, mais le sous-marin esquive les bombes et plonge pour quitter la zone. Cette attaque ne fait aucune victime et les dégâts infligés au Fort Stevens sont minimes mais elle constitue tout de même un exploit historique jamais ré-édité.

### Lookout Airs Raids
Le 9 septembre 1942 le sous-marin japonais I-25 fait surface à l'ouest du Cap Blanco au large de l'Oregon. Le navire lance un hydravion Yokosuka E14Y armé de deux bombes incendiaires dans le but de déclencher un feu de forêt. Le pilote effectue son bombardement à trop basse altitude et les bombes n'obtiennent pas l'effet prévu. Deux hommes ayant aperçu le début d'incendie combattent le feu toute la nuit, jusqu'à l'arrivée d'une équipe de pompiers qui éteignent le feu le lendemain. Ce fut la première et la seule fois que la partie continentale des États-Unis fut bombardée par un avion ennemi au cours de la Seconde Guerre mondiale.

### Îles Aléoutiennes

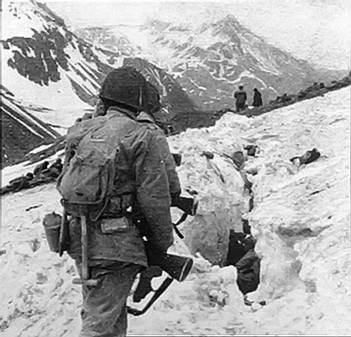
Des troupes américaines marchent à travers la neige et la glace durant la bataille d'Attu en mai 1943.

Des petites forces japonaises occupèrent les îles d'Attu et Kiska à l'extrémité occidentale des Aléoutiennes en octobre 1942 mais l'éloignement des îles et les difficultés liées aux conditions météorologiques et au terrain font qu'il fallut près d'un an à d'importantes forces américaines pour les en déloger. L'importance stratégique de ces îles tenait au contrôle des routes du grand cercle Pacifique qu'elles permettaient (pour illustration, aujourd'hui, les vols intercontinentaux entre Los Angeles et Tokyo passent au-dessus des Aléoutiennes). Ce contrôle des voies de transport du Pacifique est la raison pour laquelle le général Billy Mitchell déclara au Congrès américain en 1935 « Je crois que dans l'avenir, celui qui détient l'Alaska tiendra le monde. Je pense que c'est la plus importante place stratégique dans le monde. » Les Japonais estimèrent que le contrôle des Aléoutiennes préviendrait une éventuelle attaque américaine à travers le Pacifique Nord. De même, les États-Unis craignaient que les îles ne soient utilisées comme base de départ pour lancer des attaques aériennes contre la côte Ouest des États-Unis.
Cette campagne est quelquefois appelée « la bataille oubliée » car elle resta dans l'ombre de la bataille de Guadalcanal qui se déroulait simultanément.

## Participation de pays neutres au conflit
Des pays neutres ont également pris part au conflit, tels que les Pays-Bas, occupés depuis mai 1940 mais dont les territoires d'outremer étaient restés libres. Le 19 avril 1942 un U-boot allemand bombarde Curaçao, partie intégrante des Antilles néerlandaises. 
La marine cubaine participe également au conflit, lorsqu'un de ses patrouilleurs (le CS-13) coule le U-176 dans le golfe du Mexique le 15 mai 1943. 
Le patrouilleur General Urbaneta de la marine vénézuélienne apporte également indirectement un soutien aux puissances alliées le 16 février 1942 en assistant les équipages de plusieurs navires alliés torpillés par les Allemands.